# Glumslöv
Glumslöv est une localité suédoise située dans la commune de Landskrona en Scanie.
Sa population était de 2 270 habitants en 2019.